# پاریس (فیلم ۲۰۰۸)
پاریس (انگلیسی: Paris) یک فیلم فرانسوی به کارگردانی سدریک کلاپیش است که در سال ۲۰۰۸ منتشر شد. از بازیگران آن می‌توان به ژولیت بینوش، فابریس لوکینی، اولیویا بونامی، فرانسوا کلوزه، ملانی لوران و سدریک کلاپیش اشاره کرد.

## موضوع فیلم
«پییر» رقصنده‌ای حرفه‌ای که از عارضه قلبی خطرناکی رنج می‌برد، در انتظار عمل تعویض قلب است که شاید زندگی دوباره به وی ببخشد، او کاری به جز نگاه کردن به مردم پیرامون خویش از بالکن آپارتمانش در شهر پاریس ندارد...